# Sultan ben Abdelaziz Al Saoud
Titres
Prince héritier d'Arabie saoudite
Premier vice-Premier ministre saoudien
1er août 2005 – 22 octobre 2011
(6 ans, 2 mois et 21 jours)
Ministre de la Défense et de l'Aviation saoudien
31 octobre 1962 – 22 octobre 2011
(48 ans, 11 mois et 21 jours)
Sultan ben Abdelaziz Al Saoud (arabe : صاحب السمو الملكي الأمير سلطان بن عبدالعزيز آل سعود) est un prince de la maison royale d'Arabie saoudite, né le 5 janvier 1928 à Riyad et mort le 22 octobre 2011 à New York. Il est prince héritier de 2005 à sa mort et ministre de la Défense de 1962 à sa mort.

## Biographie
Fils du roi Abdelaziz, fondateur du royaume d'Arabie saoudite, et de Hassa bint Ahmed al-Soudayri, Sultan devient en 1953 ministre sous le règne de son frère Saoud, d'abord de l'Agriculture puis en 1955 des Communications. En 1962, il accède au poste de ministre de la Défense, qu'il conserve jusqu'à sa mort.
Il est prince héritier et vice-Premier ministre à partir de 2005.
En 2011, déjà malade (atteint probablement d'un cancer selon les diplomates), il passe plusieurs mois au Maroc et aux États-Unis, entre traitements et convalescence. Il s'était à nouveau rendu outre-Atlantique en juin et avait été opéré le mois suivant. Il meurt subitement le 22 octobre, la nature de sa maladie n'ayant jamais été révélée par les autorités saoudiennes. Il est inhumé au cimetière Al-Oud à Riyad.
À sa mort, le roi Abdallah décrète la séparation du ministère de la Défense, confié à Salmane ben Abdelaziz Al Saoud, et de l'aviation civile, transférée à la General Authority of Civil Aviation (en), dont le prince Fahd ben Abdallah ben Mohammed Al Saoud prend la tête.

## Famille
Le prince Sultan a eu sept épouses, dix-huit fils et dix-sept filles, dont :
- Khaled, chef des armées de la coalition pendant la guerre du Golfe
- Bandar, ambassadeur au Royaume-Uni depuis 2005, après avoir été ambassadeur aux États-Unis (1983-2005)
- Talal, poète et écrivain.

## Distinctions
- Grand officier de l'ordre national du Mérite du Togo (1978)[5]